# Semaprochilodus
Semaprochilodus is een geslacht van straalvinnige vissen uit de familie van de nachtzalmen (Prochilodontidae).

## Soorten
- Semaprochilodus brama (Valenciennes, 1850)
- Semaprochilodus insignis (Jardine, 1841)
- Semaprochilodus kneri (Pellegrin, 1909)
- Semaprochilodus laticeps (Steindachner, 1879)
- Semaprochilodus taeniurus (Valenciennes, 1821)
- Semaprochilodus varii Castro, 1988